# Barone Zouche
Barone Zouche è un titolo baronale nella Paria d'Inghilterra.

## Storia

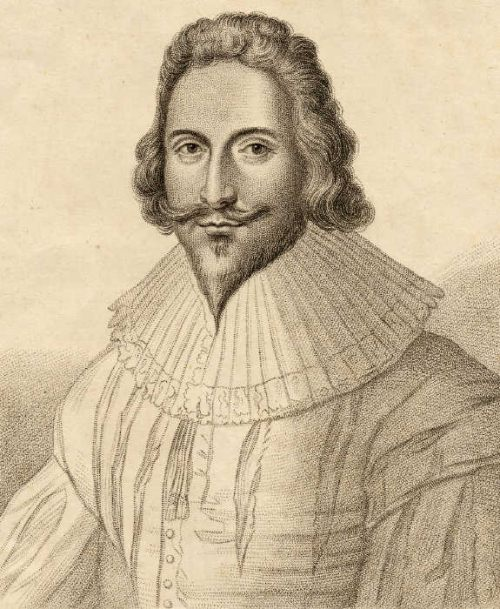
Edward la Zouche,
XI barone Zouche

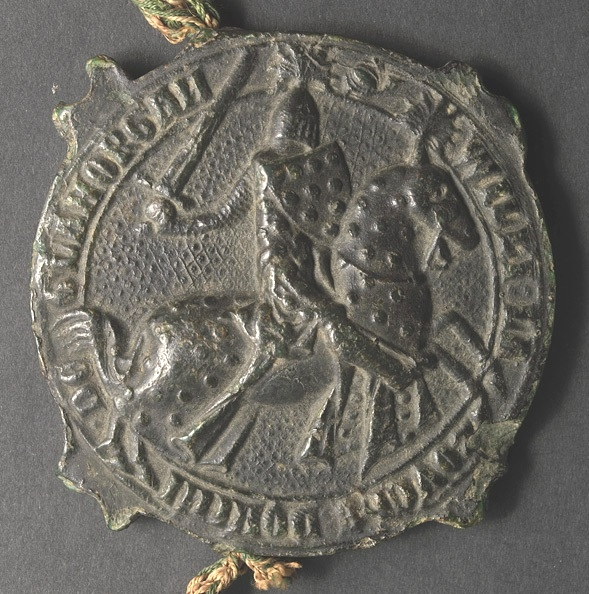
Sigillo di William La Zousche, lord di Glamorgan e Morgan, 1329

La famiglia de la Zouche discende da Alan de la Zouche, detto talvolta Alan de Porhoët o Alan la Coche (c. 1093-1150), un bretone insediatosi in Inghilterra durante il regno di Enrico II. Questi era figlio del visconte Geoffrey I de Porhoët e di sua moglie Hawisa di Britannia. Egli sposò Adeline (Alice) de Belmeis, figlia di Phillip de Belmeis e di Maud la Meschina e morì a North Molton nel Devon settentrionale. Egli ottenne Ashby nel Leicestershire (detto da lui appunto Ashby-de-la-Zouch) per matrimonio. Suo figlio fu Roger la Zouche (c. 1175 – prima del 14 maggio 1238). Roger La Zouche divenne padre di Alan la Zouche (1205–1270) e di Eudo La Zouche. Alan fu giustiziere di Chester e giustiziere d'Irlanda sotto il regno di Enrico III d'Inghilterra. Rimase leale al re durante la battaglia coi baroni, combattendo la Battaglia di Lewes ed aiutando a concludere la pace di Kenilworth. Come risultato della disputa su alcune terre che ebbe con John de Warenne, VI conte del Surrey, venne gravemente ferito a Westminster Hall dal conte e dai suoi sgherri, morendo il 10 agosto 1270.
Eudo La Zouche sposò Millicent de Cantilupe. Il nipote di Alan, Alan la Zouche, venne convocato al parlamento il 6 febbraio 1299 e creato Barone la Zouche di Ashby. Fu governatore del Castello di Rockingham e steward della Foresta di Rockingham. Ad ogni modo questa baronia andò estinta alla sua morte nel 1314. Un altro nipote di Alan de la Zouche fu William la Zouche, lord di Haryngworth, che venne convocato al parlamento col titolo di Barone Zouche, di Haryngworth, il 16 agosto 1308. Un suo discendente, il V barone, sposò Alice Seymour, VI baronessa St Maur, ed assunse anche quel titolo, venendo succeduto in entrambi i titoli dal figlio; la sua matrigna, Elizabeth St. John, era zia del futuro Enrico VII, una connessione che si rivelerà fondamentale per i successivi membri della famiglia. Il VII barone venne privato dei titoli nel 1485 per lealtà dimostrata alla causa di Riccardo III ma venne poi restaurato nei suoi titoli ed in parte delle sue terre. Alla morte nel 1625 dell'XI e XII barone, entrambi i titoli vennero contesi tra le due figlie Elizabeth e Mary.
Ad ogni modo, nel 1815 la baronia di Zouche venne ripresa in favore di sir Cecil Bishopp, VIII baronetto, di Parham Park (vedi Baronetto Bishopp di Parham), che divenne pertanto XII barone Zouche. Attraverso sua madre egli era infatti discendente della già menzionata Elizabeth. La baronia di St Maur, invece, rimase in abbandono sino ai nostri giorni. I suoi due figli gli premorirono ed alla sua morte nel 1828 venne succeduto nel baronettaggio da un cugino, mentre la baronia di Zouche venne ancora una volta contesa, questa volta tra le sue due figlie Harriet Anne Curzon e Katherine Annabella, lady Brooke-Pechell. Il figlio primogenito, il tenente colonnello Cecil Bisshopp era morto nel 1813 all'età di 30 anni in Ontario, Canada, per le ferite riportate in combattimento contro gli americani nella Guerra del 1812. La contesa terminò l'anno successivo in favore di Harriet Anne, che divenne la XIII baronessa. Nota come baronessa de la Zouch, era moglie di Robert Curzon, figlio minore di Assheton Curzon, I visconte Curzon. Suo figlio divenne XIV barone. Alla sua morte i titoli passarono a suo figlio, il XV barone, e quindi a sua sorella, la XVI baronessa. Questa non si sposò mai e venne succeduta dal cugino di secondo grado, la XVII baronessa, nipote del figlio minore della XIII baronessa. Quest'ultima venne succeduta da suo nipote, il XVIII barone ed attuale detentore del titolo.
Un altro nipote dell'originale Alan de la Zouche, Joyce la Zouche, sposò Robert Mortimer di Richard's Castle; uno dei suoi figli minori, William la Zouche, prese il cognome di la Zouche ed acquistò il feudo di Ashby-de-la-Zouch da Alan nel 1304, anche se quest'ultimo continuò a reggerlo sino alla sua morte nel (1314). Il 26 dicembre 1323, venne creato Barone Zouche di Mortimer, titolo che si estinse nel 1406.

## Baroni la Zouche of Ashby (1299)
- Alan la Zouche, I barone la Zouche of Ashby (1267–1314) (estinto nel 1314)

## Baroni Zouche di Haryngworth (1308)
- William la Zouche, I barone Zouche (18 o 21 dicembre 1276– 11 o 12 marzo 1351)
- William la Zouche, II barone Zouche (c.25 dicembre 1321 – 23 aprile 1382)
- William la Zouche, III barone Zouche (c. 1355 – 4 maggio 1396)
- William la Zouche, IV barone Zouche (c. 1373 – 3 novembre 1415)
- William la Zouche, V barone Zouche (c. 1402 – 25 dicembre 1462)
- William la Zouche, VI barone Zouche, VII barone St Maur (c. 1432 – 15 January 1468/9)
- John la Zouche, VII barone Zouche, VIII barone St Maur (1459 – c. marzo 1525/6) (venne privato dei titoli nel 1485 e restaurato nel 1495)
- John la Zouche, VIII barone Zouche, IX barone St Maur (c. 1486 – 10 agosto 1550)
- Richard la Zouche, IX barone Zouche, X barone St Maur (c. 1510 – 22 luglio 1552)
- George la Zouche, X barone Zouche, XI barone St Maur (c. 1526 – 19 giugno 1569)
- Edward la Zouche, XI barone Zouche, XII barone St Maur (6 giugno 1556 – 18 agosto 1625) (conteso dal 1625)
- Cecil Bisshopp, XII barone Zouche (29 dicembre 1752 – 11 novembre 1828) (contesa terminata nel 1815; conteso dal 1828)
- Harriet Anne Curzon (nata Bisshopp), XIII baronessa Zouche (7 settembre 1787 – 15 maggio 1870) (contesa terminata nel  1829)
- Robert Curzon, XIV barone Zouche (16 marzo 1810 – 2 agosto 1873) figlio della XIII baronessa
- Robert Nathaniel Cecil George Curzon, XV barone Zouche (12 luglio 1851 – 31 luglio 1914) figlio del XIV barone
- Darea Curzon, XVI baronessa Zouche (1860–1917) sorella del XV barone
- Mary Cecil Frankland, XVII baronessa Zouche (1875–1965) cugina di secondo grado della XVI baronessa
- James Assheton Frankland, XVIII barone Zouche e XII baronetto (n. 1943) nipote della XVII baronessa

L'erede apparente è il figlio dell'attuale detentore del titolo, William Thomas Assheton Frankland (n. 1983).

## Baroni Zouche di Mortimer (1323)
- William la Zouche, I barone Zouche di Mortimer (m. 1337)
- Alan la Zouche, II barone Zouche di Mortimer (1317–1346)
- Hugh la Zouche, III barone Zouche di Mortimer (1338–1368)
- Robert la Zouche, IV barone Zouche di Mortimer (m. 1399)
- Joyce Burnell, V baronessa Zouche di Mortimer (m. 1406) (estinto dal 1406)